# 오토 뵐러

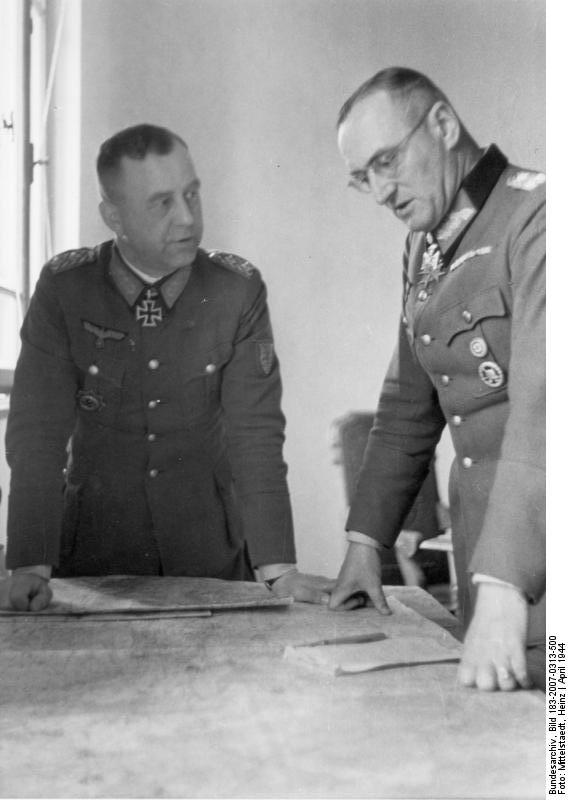
남방군 집단 사령관 페르디난트 쇠르너 (우측) 와 전략을 협의하는 뵐러 (1944년 4월)

오토 폰 뵐러(Otto poon Wöhler, 1894년 7월 12일 ~ 1987년 2월 5일)는 독일의 군인으로, 최종 계급은 독일 국방군의 보병 대장이다. 제2차 세계 대전 후, 뉘른베르크 부속 재판의 국방군 최고 사령부 재판에서 징역 8년 판결을 받았다.

## 생애

### 어린 시절
니더작센주 부르크베델 (Burgwedel)의 부유한 농가에서 태어났다. 직업 군인을 선택해 1914년 소위 (Leutnant) 로 임관하였다. 제1차 세계 대전에 참전해, 제167 보병 연대에서 대대장을 맡았으며, 세 번의 부상으로 많은 훈장을 수여 받았다.
전후에도 군에 남아 바이마르 공화국군 (Reichswehr)에서 연대 부관을 맡았고, 1923년 중위 (Oberleutnant), 1925년 대위 (Hauptmann) 로 승진하고, 1926년 참모 교육과정을 수료하였다. 1932년 소령 (Major), 1935년 중령 (Oberstleutnant), 1938년 대령 (Oberst)으로 승진해 베를린의 국방군대학 참모가 되었다.

### 제2차 세계 대전
제2차 세계 대전이 발발하자, 에발트 폰 클라이스트가 이끄는 제14군에서 작전주임참모를 맡아 폴란드 침공에 참여하였다. 1940년 프랑스 공방전에서 제17군단 참모장, 그 해 10월 제11군 참모장이 되었으며, 1941년 9월부터 제11군 사령관이 된 에리히 폰 만슈타인을 보좌하였다. 1942년 소장 (Generalmajor), 중장 (Generalleutnant)으로 승진했으며, 1943년 크림반도를 제압한 전공을 인정 받아 크림실트를 수상하였다. 1942년 4월 중앙군 집단 (Heeresgruppe Mitte, 사령관 귄터 폰 클루게)의 참모장이 되었다.
1943년 북부 집단군 (Heeresgruppe Nord) 에 속하는 제I군단 (I. Armeekorps) 사령관에 임명되었고, 같은 해 6월에 보병 대장으로 승진하였다. 같은 해 1월에는 붉은 군대에게 포위된 벨리키예루키 (Welikije Luki) 구출 작전에서의 전공에 의해, 8월에 기사철십자장 (Ritterkreuz des Eisernen Kreuzes) 훈장을 받았다. 같은 달, 새롭게 편성된 제8군 (8. Armee, 구 (舊) 켐프 전투 부대)의 사령관에 임명되었다. 드네프르강에서 루마니아까지 후퇴전을 지휘했으며, 당시 참모장 한스 슈파이델은 훗날 북대서양 조약 기구 중부 유럽 육군 총사령관이 되었다. 1944년 8월 야시-키시네우 공세 (Jassy–Kishinev Offensive) 에서는 포위된 제8군의 일부 밖에 구출하지 못했으나, 같은 해 12월, 헝가리에서 남방군 집단 사령관에 임명되었다. 1944년 11월에는 데브레첸 전투 (Battle of Debrecen) 에서의 전공에 의해 백엽기사철십자장 훈장을 받았다.
총통 아돌프 히틀러는 뵐러를 유능한 장군으로 인정하고 있었지만, 민족사회주의자로서는 낙제라고 판단해 상급 대장 (Generaloberst)으로 승진하는 것을 인정하지 않았고, 1945년 4월, 사령관에서 해임되고 예비역에 편입돼 그대로 종전을 맞았다.

### 전후
전후에는 연합군에 체포돼 제11군 참모장 당시의 죄상으로 재판에 기소되었다. 1948년 국방군 최고 사령부 재판에서 징역 8년 판결을 받았으나, 1951년 1월에 조기 석방되었다. 전후에는 고향 부르크베델에서 자치회 활동에 참여하며 수 많은 재단의 명예 총재를 맡았으며, 두 번 결혼 했으나, 해군 견습 사관이었던 외아들은 제2차 세계 대전 중인 1944년 핀란드만에서 전사하였다. 고향에서 죽은 뵐러는 아들 무덤 근처에 매장되었고, 그의 죽음 이후 재산이나 회고록들이 자신의 재단에 기증되었다.